# Jan Jenisch
Jan Jenisch est un homme d'affaires allemand. Il est président-directeur général désigné d'Amrize, la société dérivée nord-américaine de Holcim, qui devrait être lancée en tant que société publique indépendante en juin 2025 et sera une société cotée en bourse avec des cotations à la Bourse de New York et à la SIX Swiss Exchange,.
Auparavant, Jenisch a été PDG de Holcim, un leader mondial basé en Suisse dans le domaine des solutions de construction innovantes et durables, de 2017 à 2024, et président du conseil d'administration de mai 2023 à mai 2025.
Sous la direction de Jenisch, Holcim a réalisé sa Stratégie 2025 deux ans plus tôt que prévu, avec des marges à la pointe de l'industrie, des milliards de flux de trésorerie et des rendements supérieurs pour les actionnaires. Il a supervisé le passage d'Holcim du volume à la valeur, la société ayant accéléré sa croissance sur les marchés les plus attrayants grâce à des solutions de marque avancées et à des fusions-acquisitions génératrices de valeur.
Avant de rejoindre Holcim, M. Jenisch était PDG de la société de produits chimiques spécialisés Sika, poste qu'il occupait depuis 2012. 

## Vie et éducation
Né en Allemagne en 1966, Jan Jenisch a étudié en Suisse et aux États-Unis. Jenisch est titulaire d'un MBA de l'Université de Fribourg. 

## Carrière
Jenisch a commencé sa carrière en 1996 au sein de la société de produits chimiques spécialisés Sika. En 2012, il est nommé PDG de Sika,.
Après avoir quitté Sika, Jenisch a occupé le poste de directeur général d'Holcim depuis 2017 et président du conseil d'administration depuis mai 2023, après avoir été membre du conseil d'administration depuis 2021,,,.
En 2021, la Global Cement and Concrete Association (GCCA) a annoncé l’élection de Jan Jenisch à la présidence de l’association,, un poste qu'il a occupé jusqu'en 2023. 
Jenisch siège au conseil d'administration du Conseil mondial des entreprises pour le développement durable poste qu'il a quitté en 2024.
Jenisch est vice-président du conseil d'administration de la Chambre de commerce Suisse-Japon.
Depuis 2024, Jenisch dirige un cours à fort impact sur la stratégie internationale à l'Université de Fribourg, en Suisse.
Il est directeur non exécutif de la société privée Glas Troesch Holding AG Bützberg, Suisse,,.

## Distinctions
En 2021, Jenisch a reçu un Dr.hc de l'Université de Fribourg pour ses réalisations en tant que PDG.